# Grandson (cantante)
Grandson, pseudonimo di Jordan Edward Benjamin (Englewood, 25 ottobre 1993), è un cantante e musicista canadese naturalizzato statunitense.

## Biografia

### Primi anni
Nato nel New Jersey, all'età di tre anni la famiglia si è trasferita a Toronto (per tale ragione l'artista possiede la doppia cittadinanza), dove ha trascorso l'adolescenza e avvicinandosi al mondo della musica attraverso il rock, l'hip hop e la dancehall. Conseguito il diploma al Northern Secondary School, Grandson si è iscritto all'Università McGill di Montréal, dove ha iniziato a comporre le prime demo, trasferendosi due anni più tardi all'Università Concordia, che ha lasciato poco tempo dopo al fine di dedicarsi completamente alla musica.
Trasferitosi a Los Angeles, Grandson ha conosciuto il produttore Kevin "Boonn" Hissink e intrapreso una collaborazione duratura per la realizzazione dei primi singoli. Il primo di questi è stato Bills, uscito nel settembre 2016 e che ha raggiunto un milione di stream su Spotify, catturando l'attenzione della RCA Records che lo ha messo sotto contratto. Durante il 2017 sono stati pubblicati i singoli Kiss Bang, Best Friends e War, quest'ultimo caratterizzato da tematiche più politiche.

### La serieA Modern Tragedy(2017-2018)
Nel 2017 Grandson ha pubblicato il singolo Blood // Water, che ha ottenuto un buon successo online grazie alle otto milioni di riproduzioni su Spotify; il brano è stato inoltre oggetto di vari remix da parte di alcuni artisti come Awolnation e Tom Morello, che hanno contribuito ad aumentare la popolarità del cantante. Agli inizi del 2018 ha presentato i singoli Overdose e Thoughts & Prayers, grazie ai quali ha potuto siglare un contratto discografico con la Fueled by Ramen. Il 24 maggio è stato pubblicato il singolo Running from My Shadow di Mike Shinoda, al quale Grandson ha collaborato vocalmente (oltre ad aver preso parte al relativo video musicale); il brano è stato in seguito incluso nell'album di Shinoda Post Traumatic, uscito nello stesso anno.
Il 4 giugno ha annunciato l'EP di debutto A Modern Tragedy Vol. 1 (pubblicato undici giorni più tardi) e diffuso il video di Blood // Water; composto da cinque brani, il disco è stato descritto dallo stesso artista come «una sorta di stato dell'unione raccontato da un giovane poeta stufo, privo di diritti e incazzato. Questo è l'unico modo in cui so come liberare la mia rabbia e la mia frustrazione con l'incoscienza e la corruzione pervasive che filtrano nel modo in cui trattiamo l'ambiente, come ci trattiamo l'un l'altro e come trattiamo noi stessi». Per la promozione del disco Grandson si ha tenuto alcuni concerti negli Stati Uniti d'America, alcuni dei quali parte del Broken Machine World Tour dei Nothing but Thieves dove il cantante si è esibito come artista d'apertura. Il 28 settembre dello stesso anno è stato presentato il video per il brano 6:00, contenuto nell'EP.
Il 22 febbraio 2019 è stato pubblicato A Modern Tragedy Vol. 2, anticipato a inizio mese dal singolo Apologize. Per esso Grandson ha intrapreso il primo tour da headliner, il No Apologies Tour, svoltosi tra gennaio e aprile dello stesso anno tra Canada e Stati Uniti d'America e culminato con la data al The Opera House di Toronto, dove è stato premiato dalla Music Canada con il disco d'oro per Blood // Water; il tour si è inoltre spostato in Europa tra maggio e giugno dello stesso anno, dove è stato supportato dagli Allusinlove. In celebrazione alla tournée, l'11 giugno è stato pubblicato l'EP dal vivo No Apologies Live, contenente sei brani tratti dai concerti di Los Angeles e Toronto. Intorno allo stesso periodo è uscito il singolo Maria, reinterpretazione dell'omonimo brano dei Rage Against the Machine presente nel loro album The Battle of Los Angeles del 1999.
Il 13 settembre è uscito l'EP A Modern Tragedy Vol. 3, terzo ed ultimo capitolo della trilogia inizia un anno prima. Anticipato dai singoli Rock Bottom e Oh No!!!, l'EP è stato promosso dal The Beginning of the End Tour, seconda tournée da headliner che lo ha visto impegnato negli Stati Uniti d'America tra settembre e ottobre 2019.

### Singoli stand-alone,Death of an Optimist(2019-2022)
Il 15 novembre 2019 Grandson ha pubblicato il singolo Happy Pill, realizzato insieme al duo pop alternativo Moby Rich. La collaborazione del cantante con altri artisti si è rinnovata nel corso del 2020 attraverso la campagna politica XXwhy, durante la quale ha presentato svariati singoli acustici; il primo di questi è stato Peaches con K.Flay, distribuito digitalmente il 28 febbraio, mentre il secondo è stato Whole Lotta con i Dreamers, uscito il 27 marzo. Ulteriori pezzi sono stati How Bout Now e Again, realizzati rispettivamente con Phem e Zero 9:36. Il 15 maggio 2020 è uscito il singolo Zen, frutto della collaborazione con gli X Ambassadors e K.Flay.
Il 26 giugno 2020 è uscito il singolo Identity insieme al relativo video, volto ad anticipare l'album di debutto del cantante. Il 31 luglio è stata la volta del secondo singolo Riptide, anch'esso accompagnato da un video. Il 23 settembre è stato presentato il terzo singolo Dirty ed annunciato il titolo dell'album, Death of an Optimist, previsto per il 4 dicembre dello stesso anno. Un'ulteriore anticipazione all'album è stata rappresentata dal quarto singolo We Did It!!!, uscito il 13 novembre.

### I Love You, I'm TryingeInertia(2023-presente)
Il 28 febbraio 2023 Grandson è tornato sulle scene musicali con il singolo Eulogy, seguito pochi giorni dopo dal relativo video. Il 24 marzo è stata la volta di Drones, anch'esso accompagnato da un video ufficiale. I due singoli, assieme al terzo singolo Something to Hide, hanno anticipato il secondo album di inediti dell'artista, I Love You, I'm Trying, la cui uscita è avvenuta il 5 maggio dello stesso anno da parte della Fueled by Ramen.
Il 30 marzo 2025 viene pubblicato il singolo Brainrot, che anticipa il terzo album in studio Inertia, la cui pubblicazione avverrà il 3 settembre seguente, questa volta attraverso la XX Records, etichetta di proprietà di Grandson, sotto la distribuzione della Create Music.

## Stile e influenze
Considerato principalmente un artista di musica alternativa, e ispirato da artisti quali Rage Against the Machine, Bob Marley, John Lennon e Nirvana, la musica di Grandson contiene principalmente elementi hip hop, rock e di musica elettronica. Le prime produzioni erano inoltre spesso caratterizzate da basi dalle sonorità trap. Riguardo l'ampio spettro ricoperto dalla musica del progetto, lo stesso artista ha dichiarato:
I testi sono spesso incentrati su temi politici, anche se nel secondo album I Love You, I'm Trying Grandsonsceglie di affrontare temi più personali e introspettivi, incentrati sulla salute mentale e sulle sue dipendenze.

## Discografia

### Album in studio
- 2020 – Death of an Optimist
- 2023 – I Love You, I'm Trying

### EP
- 2018 – A Modern Tragedy Vol. 1
- 2018 – Broken Down Vol. 1
- 2019 – A Modern Tragedy Vol. 2
- 2019 – No Apologies Live
- 2019 – A Modern Tragedy Vol. 3

### Singoli
Come artista principale
- 2016 – Bills
- 2016 – Bury Me Face Down
- 2017 – Kiss Bang
- 2017 – Best Friends
- 2017 – War
- 2017 – Blood // Water
- 2018 – Overdose
- 2018 – Thoughts & Prayers
- 2019 – Apologize
- 2019 – Maria
- 2019 – Despicable (NIN9 Remix)
- 2019 – Rock Bottom
- 2019 – Oh No!!!
- 2019 – Happy Pill (con i Moby Rich)
- 2020 – Die Young (Saint Punk Remix)
- 2020 – Peaches (con K.Flay)
- 2020 – Whole Lotta (con i Dreamers)
- 2020 – How Bout Now (con Phem)
- 2020 – Zen (con gli X Ambassadors e K.Flay)
- 2020 – Again (con Zero 9:36)
- 2020 – Identity
- 2020 – Riptide
- 2020 – Dirty
- 2020 – We Did It!!!
- 2023 – Eulogy
- 2023 – Drones
- 2023 – Something to Hide
- 2023 – Half My Heart
- 2024 – One Last Dance (con Tom Morello e Roman Morello)
- 2025 – Brainrot
- 2025 – Self Immolation

Come artista ospite
- 2018 – Running from My Shadow (Mike Shinoda feat. Grandson)
- 2020 – All in My Head (Whethan feat. Grandson)